# Storängen, Söderköping

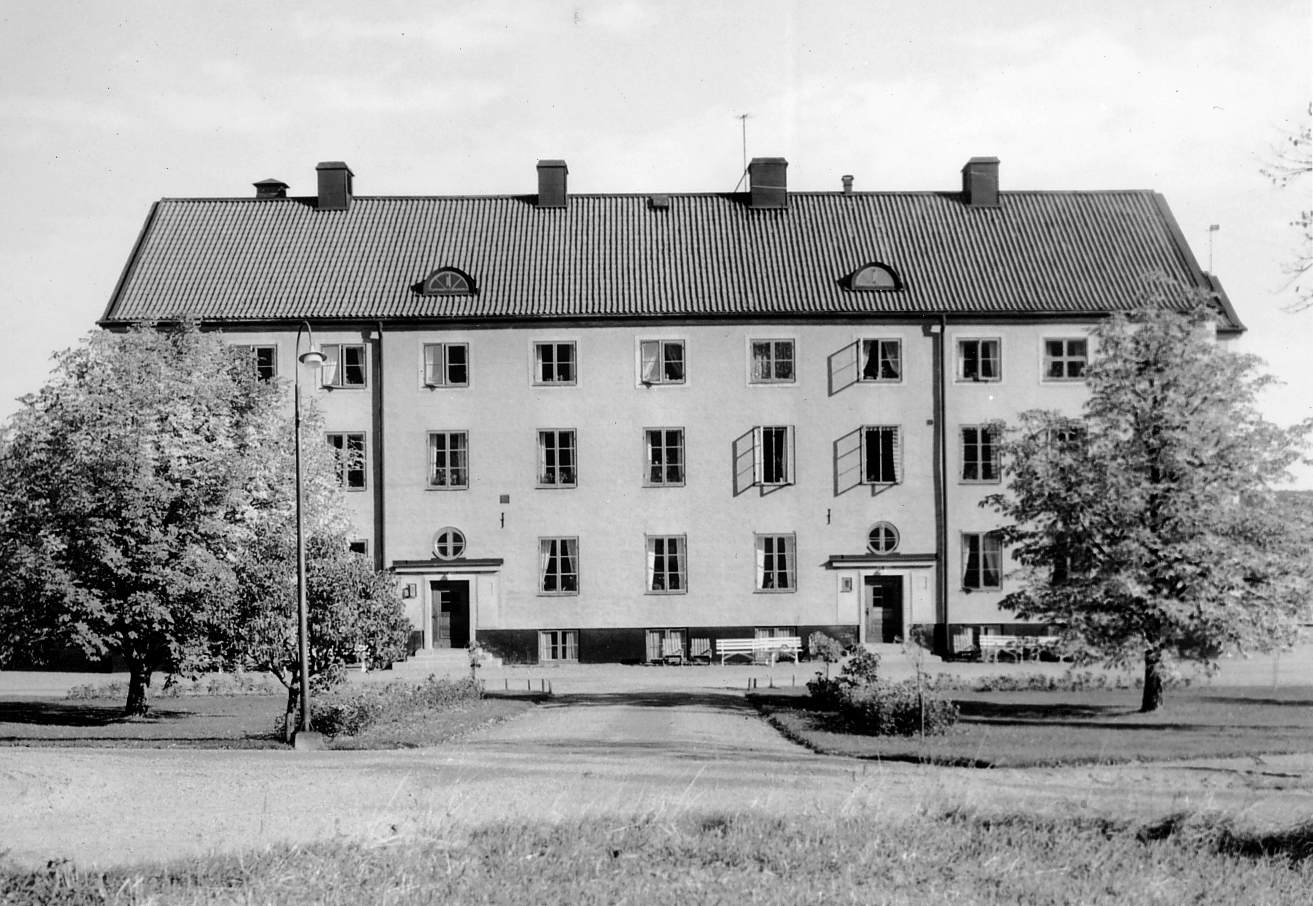

Storängen var en undervisningsinstitution i Östergötland som öppnade 1 juli 1878 och var verksamt fram till 1993 för barn och vuxna med funktionsvariationer.

## Historik
I Östergötland grundandes den första landstingsägda skolan för så kallade sinnesslöa. Tidigare så hade dessa skolor grundats på initiativ av enskilda.
Från början hette skolan Östergötlands läns uppfostringsanstalt för sinnesslöa barn  och var beläget i Lilla Mariehof i Drothems socken utanför Söderköping. Det var tänkt att man skulle använda sig av lokalerna i Förmansgården som tidigare använts som lasarett  men lokalerna behövde byggas om och i avvaktan på att de skulle bli klara flyttade man in i Lilla Mariehof.
Från början var det en skola för så kallade bildbara sinnesslöa men det kom senare att utökas till att även bli arbetshem och asyl. Arbetshemmen var för de som gått ut skolan och asylen var ett vårdhem för de man kallade för icke bildbara sinnesslöa. Man utökade kontinuerligt antalet platser och köpte 1887 en angränsande gård för att komplettera med jordbruk och kreatursskötsel. 1898 förvärvade man fastigheten Broby  och 1922 köpte man en ny tomt på Storängen.
I januari 1926 öppnades den nya anstalten i Söderköping, belägen vid Storängen. Husen som ifrån början benämndes A-, B-, C- och D-husen kom senare att få namnen Graninge, Dalgården, Haga och Björkbacken.  1936 utökades området med egendomen Alboga.  Storängen fortsatte att förändras, 1958 flyttade till exempel skoleleverna vid Storängens skolhem till den nybyggda Ålerydskolan i Linköping.  Under 1960-talet ändrades namnet som då var Storängens vårdhem och arbetshem kort och gott till Storängen detta på grund av att det nu även fanns ett ålderdomshem.  Så småningom avvecklades Storängen helt och kom att stängas år 1993.

## Arkivhandlingar
Regionarkivet i Östergötland har arkivet för Storängen, Söderköping med handlingar för 1877–1981. Arkivet innehåller bland annat elevmatriklar, styrelseprotokoll, korrespondens samt journaler.